# エリザベート・テレーズ・ド・ロレーヌ (1664-1748)
エリザベート・テレーズ・ド・ロレーヌ（Élisabeth-Thérèse de Lorraine, 1664年4月5日 ナンシー - 1748年3月7日 パリ）は、ブルボン朝時代フランスの貴族女性。宮廷での通称は、婚前はコメルシー姫（Mademoiselle de Commercy）、結婚後はエピノワ公妃（Princesse d'Épinoy）。

## 生涯
リルボンヌ公フランソワ・マリーとその妻アンヌ・ド・ロレーヌ（1639年 - 1720年）の間の第4子・三女。
姉ベアトリスと共にルイ14世王の長男グラン・ドーファンの取り巻きになり、ドーファンの異母妹ナント姫（コンデ公妃）の友人となった。さらに別の異母妹第一ブロワ姫（コンティ公妃）に侍女として仕えた。また、伯父ヴォーデモン公や親類のヴァンドーム公とも親しかった。サン＝シモン公爵によれば、彼女はマントノン夫人のスパイだと噂されていた。
1691年10月7日、9歳年下のエピノワ公ルイ1世・ド・ムランと結婚。間に1男1女をもうけるが、1704年に死別した。なお、1724年の5月と7月に相次いで娘と息子に先立たれた。
エピノワ公妃は母方の祖父母、ロレーヌ公シャルル4世と公妃ベアトリクスの孫の中で唯一結婚し、嫡出子を得ていた。そのため祖母の公妃が所有していたベルヴォワール男爵領、キュザンス、サン＝ジュリアン・アン・モンターニュ、ヴィユマルイユ、ヴォークルトワ及びサン＝ジャン＝レ＝デュー＝ジュモーの相続者となった。さらに1721年従叔母のトスカーナ大公妃マルゲリータ・ルイーザ・ディ・ボルボーネ＝オルレアンスが亡くなった際には、大公妃が実子への相続を拒否したために、その遺産についても相続者に指名された。また、後継者のいないヌムール公爵未亡人マリー・ドルレアン＝ロングヴィルからサン＝ポル伯爵領を購入した。
1748年、パリの自邸オテル・ド・マイエンヌにて83歳で死去。エピノワ公妃の豊かな遺産は、すでに大変な資産家であった孫のスービーズ公シャルル・ド・ロアンの財産の一部に加えられた。

## 子女
- ルイ2世・ド・ムラン（1694年 - 1724年） - エピノワ公、ジョワイユーズ公
- アンヌ・ジュリー・ド・ムラン（1698年 - 1724年） - 1714年スービーズ公ジュール＝フランソワ＝ルイ・ド・ロアンと結婚、スービーズ公シャルル・ド・ロアンの母

## 引用・脚注
1. ↑  Goldhammer, Arthur, tr., Saint-Simon and the court of Louis XIV [Translated memoirs of Saint-Simon], The University of Chicago Press, London, 2001, p.33
2. ↑  Acton, Harold (1980). The Last Medici. Macmillan. pp. 272–273
3. ↑  “Women in power”. guide2womenleaders.com. 2010年3月26日閲覧。
4. ↑  von Rosen, Laurent Tahon. “Ducs de France: les 32 quartiers des ducs français et de leurs épouses”. Googlebooks.org. 2010年4月7日閲覧。